# Squamocnus brevidentis
Squamocnus brevidentis är en sjögurkeart som först beskrevs av Hutton 1872.  Squamocnus brevidentis ingår i släktet Squamocnus och familjen korvsjögurkor. Inga underarter finns listade i Catalogue of Life.